# Loricariichthys anus
Loricariichthys anus är en fiskart som först beskrevs av Valenciennes, 1835.  Loricariichthys anus ingår i släktet Loricariichthys och familjen Loricariidae. Inga underarter finns listade i Catalogue of Life.